# Erekcija
Erekcija je izraz, povzet iz latinskega jezika, ki opisuje nabreklo, aktivirano, vzdraženo ali vzburjeno stanje. Najbolj pogosto se uporablja za označevanja vzburjenega stanja človeških spolnih organov: penisa, klitorisa ali bradavic. Erekcija teh telesnih tkiv je povzročena s  strani fizičnih in psihičnih spolnih stimulacij.